# Kalia Prescott

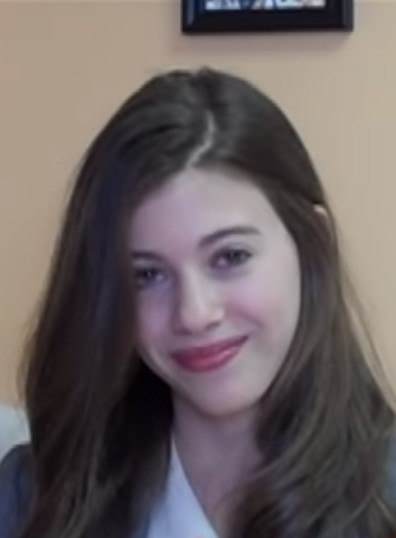
Kalia Prescott (2012)

Kalia Prescott (* 5. November 1997 in Kalifornien) ist eine US-amerikanische Schauspielerin, Stuntfrau, Kamerafrau und Model.

## Karriere
Erste Erfahrung mit dem Filmgeschäft machte Prescott 2004 als Stuntdouble in Spider-Man 2. Es folgten ein weiterer Stuntauftritt in Santa Clause 3 – Eine frostige Bescherung, eine Nebenrolle in Wo die wilden Kerle wohnen und ein Gastauftritt in der Dokumentation One Direction: The Only Way is Up. In Red Dawn war sie das Double von Isabel Lucas. Bei ihren Stunts helfen ihr Erfahrungen aus dem Taekwondo, einer Kampfsportart die Prescott selbst erfolgreich ausübt und dem Reitsport.
Seit ihrem 13. Lebensjahr ist sie als Fotomodel aktiv.
Bekanntheit als Darstellerin erlangte sie als Distrikt 3 Mädchen in Die Tribute von Panem – The Hunger Games. In dem Kurzfilm Sugar hatte sie erstmals eine Hauptrolle und war für den Young Artist Award 2014 in der Kategorie Beste Hauptdarstellerin in einem Kurzfilm nominiert. 2014 spielte sie in einer Episode der Serie You’re the Worst mit. 2015 hatte sie in Furious 7 High Octane ihre erste Hauptrolle in einem Spielfilm.
Seit 2017 tritt sie als Kamerafrau in Erscheinung. So assistierte sie in den Filmen Baby Driver, John Wick: Kapitel 3 und Le Mans 66 – Gegen jede Chance an der Kamera.
Neben den USA lebte Prescott zeitweise auch in Russland, Deutschland und Australien.

## Filmografie (Auswahl)

### Schauspieler
- 2009: Wo die wilden Kerle wohnen (Where the Wild Things Are)
- 2012: Die Tribute von Panem – The Hunger Games (The Hunger Games)
- 2013: Sugar (Kurzfilm)
- 2014: You’re the Worst (Fernsehserie, Episode 1x03)
- 2015: Entertainment
- 2015: Furious 7 High Octane (Kurzfilm)
- 2015: Talbot County
- 2016: Imaginary Friend (Fernsehfilm)
- 2017: Lycan
- 2018: Kiki & the Mxfits (Kurzfilm)

### Stunts
- 2004: Spider-Man 2
- 2006: Santa Clause 3 – Eine frostige Bescherung (The Santa Clause 3: The Escape Clause)
- 2012: Red Dawn
- 2017: Bright
- 2018: A-X-L – (Mein bester Freund 2.0A-X-L)

### Kamera
- 2017: Baby Driver
- 2019: John Wick: Kapitel 3 (John Wick: Chapter 3 – Parabellum)
- 2019: Le Mans 66 – Gegen jede Chance (Ford v Ferrari)
- 2020: Birds of Prey: The Emancipation of Harley Quinn (Birds of Prey (and the Fantabulous Emancipation of One Harley Quinn))
- 2020: The Exchange (Kurzfilm)
- 2020: Twins (Kurzfilm)
- 2021: Fast & Furious 9 (F9)
- 2021–2022: SEAL Team (Fernsehserie, 2 Episoden)